# 梅野せんり
梅野 せんり（うめの せんり、11月4日 - ）は、日本のタレント、アイドルである。愛称はせんりたん。

## 人物
長崎県出身。タレント・MC業のかたわら、ITクリエイト集団「チームせんりたん」のリーダーとして活動中。 元アイドルグループ・福岡flavorで初代リーダー兼プレイングマネージャー。女性アイドルグループhipS Shipの元メンバー。

## 略歴
2014年
- 10月1日 One-SIDE FUKUOKAで撮影会モデルとして活動開始。[1]。

2015年
- 3月１日　井尻アイドルプロジェクトhipS Ship５期生水色担当で撮影会モデルと並行して活動開始。
- 3月22日　福岡Girls Storm＠INSA FUKUOKAインストアライブでステージデビュー。
- 7月19日　映画『～センチメンタル・ジャーニー～朝倉幻燈浪漫』劇中アイドルユニットとして参加。[2]。
- 11月5日　SHOWROOM配信開始。

2016年
- 5月1日CC撮影会in九州に撮影会モデルとして加入。One-SIDE FUKUOKAはゲストモデルで参加に。
- 9月25日　hipS Ship解散。フリータレント、モデルに。
- 11月22日　福岡flavor発足。初代リーダー兼プレイングマネージャーに就任。

2017年
- 12月　福岡flavor卒業、活動の場をタレント・MC業に移行。

## 受賞歴

### SHOWROOM
2016年
- 12月18日 SHOWROOM AWARD 2016 アイドル部門 部門別ベストSHOWROOMER受賞[3]

#### イベント入賞歴
2015年
- 11月 第4弾ご当地ドクモ観光大使イベント 2位[4]

2016年
- 01月 世界に一つだけ可愛いアバター獲得イベント 決勝 3位
- 02月 ご当地ドクモ観光大使オーディション第4弾 2位[5]
- 03月 第一回片目惚れイベント 1位、ポートレート撮影イベント 2位
- 04月 からあげ観光大使イベント 1位
- 06月 神保町映画祭オーディション 1位
- 08月 MIXING NATULAサ 公式イメージモデル決定戦 2位
- 09月 恋煩い探偵社 声優イベント3位
- 10月 片目惚れ写真集掲載モデルオーディション 1位
- 11月 ネクスト声優甲子園14 2位、トレはんコラボ あなたのオリジナルキャラクターをUFOキャッチャーに！ 2位
- 12月 豪華配信機材&インタビュー権争奪！TASCOM MiNiSTUDIO配信選手権 2位

## 出演

### TV
2015年
- 05月11日 テレビ朝日『musicるTV』愛踊祭2015
- 09月30日 福岡放送『めんたいプラス』
- 11月01日 RKB毎日放送『福岡アジアンパーティー2015』
- 11月27日 テレビ西日本『ももち浜ストア』

2017年
- 06月29日 九州朝日放送『野望研究所　第2回目』
- 11月30日 九州朝日放送『野望研究所　第7回目』
- 12月21日 九州朝日放送『野望研究所　第8回目』

### 掲載
2015年
- 3月15日 フリーペーパー「face oh!mura」表紙・ピックアップページ・特集ページ「近場の温泉」
- 3月25日 めさーじゅ4月号
- 9月12日 西日本新聞朝刊都市圏版
- 11月14日 リビング福岡11月14日号
- 11月16日 九州スポーツ

2016年
- 1月14日 スポーツニッポン
- 4月22日 KYUSHU IDOL FILE2016
- 5月・6月 フリーペーパー「e-みる」6月・7月号東洋メディカル整体体験モニター 読者モデル